# Justicia leucoxiphos
Justicia leucoxiphos é uma espécie de planta da família Acanthaceae. É endémica dos Camarões. O seu habitat natural consiste em florestas subtropicais ou tropicais húmidas. Ela é ameaçada por perda de habitat.